# Los Rodeos (San Cristóbal de La Laguna)
Los Rodeos es una entidad de población del municipio de San Cristóbal de La Laguna, en la isla de Tenerife —Canarias, España—.
Administrativamente se incluye en la Zona 4 del municipio.

## Características
Esta entidad se localiza a unos cinco kilómetros al suroeste de la capital municipal, a una altitud media de 660 m s. n. m.
Aquí se encuentran parte de las pistas de aterrizaje del Aeropuerto Tenerife Norte.
El paisaje de Los Rodeos se caracteriza por sus extensas llanuras dedicadas al cultivo de cereales.

## Demografía
| Año        | 2000  | 2001  | 2002  | 2003  | 2004  | 2005  | 2006  | 2007  | 2008  | 2009  | 2010  | 2011  | 2012  | 2013  | 2014  |
| ---------- | ----- | ----- | ----- | ----- | ----- | ----- | ----- | ----- | ----- | ----- | ----- | ----- | ----- | ----- | ----- |
| Habitantes | 1.958 | 2.006 | 1.987 | 1.978 | 2.028 | 2.168 | 2.165 | 2.176 | 2.218 | 2.259 | 2.351 | 2.372 | 2.371 | 2.331 | 2.296 |

## Comunicaciones
Se llega al barrio principalmente a través de la Carretera de La Esperanza TF-24.

### Transporte público
En autobús —guagua— queda conectado mediante la línea de Transportes La Esperanza.